# 3. studenoga
3. studenoga (3. 11.) 307. je dan godine po gregorijanskom kalendaru (308. u prijestupnoj godini).
Do kraja godine ima još 58 dana.

## Događaji
- 1493. – Kristofor Kolumbo prvi put je ugledao Dominiku.
- 1671. – Hrvatski sabor sankcionirao povelju cara Leopolda I. kojom je zagrebačka isusovačka Akademija dobila prerogative sveučilišne ustanove.
- 1903. – Panama proglasila nezavisnost.
- 1918. – Kapitulacija Austro-Ugarske u Prvome svjetskom ratu, koja se tako de facto raspala.
- 1918. – Poljska je proglasila nezavisnost od Rusije.
- 1944. – Šibenik oslobodila Narodnooslobodilačka vojska i partizanski odredi Hrvatske.
- 1957. – Kuja Lajka u letjelici Sputnjik 2 postala je prvo živo biće koje je odletjelo u svemir. Uginula je nekoliko sati nakon polijetanja.
- 1990. – Osnovana Socijaldemokratska partija Hrvatske.
- 1991. – Srpske paravojne postrojbe minobacačima su napale tri mađarska riječna broda koja su plovila Dunavom.

| - 1500. – Benvenuto Cellini, talijanski kipar i slikar, jedan od najslavnijih zlatara svih vremena († 1571.) - 1604. – Osman II., turski sultan († 1622.) - 1749. – Daniel Rutherford, škotski kemičar i liječnik († 1819.) - 1777. – Laval Nugent, austrijski grof irskog podrijetla, feldmaršal († 1860.) - 1801. – Vincenzo Bellini, talijanski skladatelj († 1835.) - 1873. – Josip Šimunić, hrvatski političar († 1973.) - 1882. – Jakub Kolas, bjeloruski pisac († 1956.) - 1893. – Edward Adelbert Doisy, američki biokemičar i nobelovac († 1986.) - 1900. – Adolf (Adi) Dassler, njemački industrijalac, osnivač Adidasa († 1978.) - 1901. – André Malraux, francuski pisac, političar i pustolov († 1976.) - 1905. – Félix Houphouët-Boigny, prvi predsjednik Obale Bjelokosti († 1993.) - 1906. – Emilija Holik, hrvatska liječnica († 1942.) - 1908. – Salvador Allende, čileanski političar († 1973.) - 1909. – Mirko Jirsak, hrvatski pjesnik, prozni pisac, prevoditelj, publicist († 1999.) - 1912. – Alfredo Stroessner, paragvajski diktator († 2006.) - 1921. – Charles Bronson, američki glumac († 2003.) - 1924. – Slobodan Novak, hrvatski književnik - 1931. – Monica Vitti, talijanska glumica - 1933. – Jeremy Brett, engleski glumac († 1995.) - 1945. – Gerd Müller, njemački nogometaš - 1950. – Marija Petkova, bugarska atletičarka - 1952. – Roseanne Barr, američka glumica i komičarka - 1952. – Franc Kuzmič, slovenski muzeolog i povjesničar († 2018.) - 1960. – Karch Kiraly, američki odbojkaš - 1960. – Ivić Pašalić, hrvatski političar - 1971. – Joško Lokas, hrvatski tv-voditelj - 1982. – Jevgenij Plušenko, ruski klizač - 1987. – Pablo Aimar, argentinski nogometaš | - 361. – Konstancije II., rimski car (* 317.) - 1584. – Karlo Boromejski, talijanski katolički svetac, kardinal (* 1538.) - 1639. – Martin de Porres, katolički svetac, redovnik (* 1579.) - 1776. – Thomas Abbt, njemački matematičar, pisac i filozof (* 1738.) - 1878. – Šimon Meršić, gradišćanski hrvatski pisac (* 1800.) - 1891. – Louis Lucien Bonaparte, francuski jezikoslovac i filolog (* 1813.) - 1929. – Svetozar Pisarević, srpski operni pjevač (* 1885.) - 1937. – Mykola Zerov, ukrajinski pjesnik (* 1890.) - 1954. – Henri Matisse, francuski slikar (* 1869.) - 1969. – Wilhelm Reich, austrijski psihijatar (* 1897.) - 1970. – Petar II. Karađorđević, posljednji jugoslavenski kralj (* 1923.) - 1981. – Edvard Kocbek, slovenski književnik (* 1904.) - 1995. – Jean-Bédel Bokassa, predsjednik i kasnije car Srednjoafričke Republike (* 1921.) - 2005. – Hrvoje Bartolović, hrvatski šahist problemist (* 1932.) - 2007. – Toni Kljaković, hrvatski pjevač - 2024. – Quincy Jones, američki glazbeni producent (* 1933.) |

## Blagdani i spomendani
- Sveti Hubert, zaštitnik lovaca